# Louis Portella Mbuyu
Louis Portella Mbuyu est un prélat catholique de la République du Congo. Il est évêque émérite du diocèse de Kinkala, dans le département du Pool, depuis 2020 après en avoir été l'évêque pendant près de 20 ans. 

## Biographie
Louis Portella Mbuyu est né le 28 juillet 1942 à Pointe-Noire dans la région du Kouilou. Il est issu d'une des notables familles (clan Boulolo) de l'ethnie Vili dans le sud-ouest du Congo, sur la côte Atlantique. 

### Vie familiale et prêtrise
Sa famille chrétienne a donné à l'église catholique, outre l'intéressé comme évêque, une religieuse, la révérende Sœur Lydia Portella, fondatrice de la congrégation diocésaine des Sœurs missionnaires de Nazareth,, Il est également le neveu du Père Jean-Marie Pouati, ancien moine trappiste du Sénégal, incardiné dans ce qui n'était alors que le diocèse de Brazzaville.
Le colonel à la retraite Aimé Gilles Portella, officier supérieur de l'armée de l'air, formé à l'école de l'air de Salon-de-Provence est son frère aîné,,.
Prêtre du diocèse de Pointe-Noire, il a été ordonné le 31 décembre 1967, le jour de la fête de la Sainte Famille, en l'église Saint-Pierre-Apôtre. Il a célébré les 50 ans de son jubilé à Kinkala le 4 février 2018, en présence du nonce apostolique, Francisco Escalante Molina, représentant résidant du pape François au Congo, d'Anatole Milandou, archevêque de Brazzaville, et d'Urbain Ngassongo, évêque de Gamboma,,,. 
Il est diplômé en théologie après des études à Rome et en sociologie à Paris.

### Ministères
Louis Portella Mbuyu rentre au Congo et enseigne d'abord au petit séminaire Notre-Dame, à Loango dans le Kouilou, puis au grand séminaire Libermann (François Libermann est le nom du second fondateur de la Congrégation du Saint-Esprit en 1848) de Brazzaville, renommé plus tard, grand séminaire Cardinal Émile Biayenda, du nom de l'unique cardinal du Congo Brazzaville assassiné le 22 mars 1977.
Louis Portella Mbuyu en devient le premier recteur congolais de 1983 à 1989. À l'issue de ce mandat, il est nommé vicaire général par Georges-Firmin Singha.
De 2000 à 2001, il assume les fonctions d'administrateur apostolique du diocèse de Nkayi dans la région de la Bouenza.
Le 16 octobre 2001, Louis Portella Mbuyu est nommé évêque du diocèse de Kinkala, en remplacement de Anatole Milandou. Ce dernier est muté à Brazzaville afin de succéder à Barthélemy Batantu atteint par la limite d'âge dans la fonction d'archevêque de Brazzaville.
Le 6 janvier 2002, il est consacré dans la basilique Saint-Pierre de Rome, évêque par le pape saint Jean-Paul II, en qualité de consécrateur principal. Les deux autres co-consécrateurs principaux sont les archevêques Leonardo Sandri, archevêque titulaire d'Aemona et Robert Sarah, alors secrétaire de la congrégation pour l'évangélisation des peuples
Le 10 février 2002, il est intronisé sur son siège de Kinkala. Étaient présents, l'archevêque de Brazzaville et évêque sortant de Kinkala Anatole Milandou, tous les autres évêques : Hervé Itoua (diocèse de Ouesso) ; Ernest Kombo (diocèse d'Owando) ; Jean-Claude Makaya Loembe (diocèse de Pointe-Noire) ; le père Jean Gardin (préfet apostolique de la Likouala) ; Barthélemy Batantu, archevêque retraité de Brazzaville ; Bernard Nsayi, ancien évêque de Nkayi ; et, naturellement, son successeur Daniel Mizonzo.

Le nonce apostolique, le Sarde Mario Casariego y Acevedo et les deux évêques gabonais déjà présents à Nkayi il y a une semaine, lors de l'intronisation de Daniel Mizonzo : Timothée Modibo et Jean Vincent Ondo étaient également là, en voisins fraternisants.

« Le peuple a besoin de cœur et de mains pour reconnaître le chemin de Jésus qui mène à la pratique de la vraie justice, du vrai pardon et du vrai amour du prochain. »

— Louis Portella Mbuyu, 
Après la disparition d'Ernest Kombo, le 22 octobre 2008, il a également eu la charge du diocèse d'Owando en tant qu'administrateur apostolique.
Connu pour son franc-parler, particulièrement en matière de justice sociale,, Louis Portella Mbuyu a été également, depuis mai 2006, président de la Conférence épiscopale nationale du Congo (Cenco). À l'issue de la session plénière de cette institution de l'église catholique du Congo, tenue le 25 avril 2015, il a passé le témoin à l'évêque de Nkayi, Daniel Minzonzo.
Lors de la 9e assemblée plénière de l'Association des conférences épiscopales de la région de l'Afrique centrale (ACERAC), tenue à Libreville en juillet 2011, les participants ont élu Louis Portella Mbuyu à la tête de cette institution. Cette association créée en 1987 par les évêques de la sous-région (Cameroun, république centrafricaine, République du Congo, république démocratique du Congo, Gabon, Guinée équatoriale, Tchad) a son siège à Brazzaville au Congo,.
Louis Portella Mbuyu remplaçait à ce titre l'évêque de la ville gabonaise de Franceville, Timothée Modibo-Nzockena (de).
De septembre 2013 au 24 juillet 2016, il a été premier vice-président du Symposium des conférences épiscopales d'Afrique et de Madagascar.
Du 5 au 19 octobre 2014, il participe au Synode des évêques sur les défis pastoraux de la famille dans le contexte de l'évangélisation qui se déroule au Vatican.
En 2017, Louis Portella Mbuyu, évêque de Kinkala depuis 2001, atteint par la limite d'âge, présente au pape François, sa renonciation au gouvernement pastoral. Ce n'est que trois ans plus tard que le pape accepte cette demande, en nommant Ildevert Mathurin Mouanga nouvel évêque de Kinkala le 5 mars 2020{.

## Décorations et distinction
- Chevalier de la Légion d'honneur par Jean François Valette, Ambassadeur de France au Congo, le 17 mars 2011[23].